# Malformació congènita
Una malformació congènita (o anomalia congènita o, popularment, defecte de naixement) és una condició desenvolupada durant la vida intrauterina, que està present en el moment del naixement i que varia de la presentació estàndard. Es tracta d'un tipus de trastorn congènit causat per una embriogènesi defectuosa i que principalment és de caràcter estructural. Pot ser intern o extern, familiar o esporàdic, hereditari o no, únic o múltiple, aparèixer de manera aïllada o formant part d'una síndrome.
La Teratologia, l'Embriologia humana, l'Ultrasonografia, la Biologia molecular i la Genètica mèdica són algunes de les principals disciplines científiques que estudien avui dia les malformacions.
La malformació congènita més antiga descoberta fins ara és una craniosinostosi identificada en les restes òssies d'un individu juvenil de l'espècie Homo heidelbergensis trobat al jaciment arqueològic d'Atapuerca.

## Causes
S'estima que un 47 per cent dels casos de malformació congènita és idiopàtic, que un 25 per cent té un origen genètic clar i que un 25 per cent de tots ells és multifactorial, ja que la seva etiologia inclou factors genètics i ambientals. Només el 3 per cent dels defectes congènits és causat per teratògens, quan s'administren o actuen durant l'organogènesi, sobretot medicaments. Un exemple d'això van ser els milers de nens nascuts amb greus malformacions causades pel consum matern de talidomida durant el període 1957-1962. Són ben coneguts els efectes teratogènics sobre el sistema nerviós central del fetus de la malaltia de Minamata (una intoxicació per metilmercuri que va tenir lloc entre el 1953 i el 1965). La concentració total de mercuri en la placenta és un bon biomarcador de l'exposició prenatal a aquest metall pesant, així com del risc d'aparició de defectes del tub neural en la descendència. En els fills de dones supervivents de la fuita tòxica de Bhopal, s'ha comprovat l'existència d'una elevada prevalença d'anomalies congènites, predominantment cardíaques i del sistema auditiu. L'alcoholisme matern, la consanguinitat dels progenitors, la carència de folat, les infeccions del sistema urogenital, el sobrepès, l'obesitat i/o la diabetis mellitus de tipus 1 en la mare, la preeclàmpsia, la presa de liti durant el primer trimestre de gestació, els efectes de la radiació ionitzant, beure aigua potable contaminada amb nitrats o amb arsènic inorgànic en el decurs de l'embaràs, l'addicció al crac, al cànnabis o el consum abusiu d'opioides per part de la mare durant el període prenatal, l'exposició del fetus al misoprostol (un medicament antiulcerós emprat com abortiu), els plaguicides organofosforats i altres pesticides, l'ús d'ondansetró oral o endovenós; així com de diversos fàrmacs antiepilèptics durant l'embaràs, com el valproat sòdic o la carbamazepina, poden comportar el desenvolupament de malformacions fetals serioses. L'administració de progestina (progesterona sintètica) a dones embarassades augmenta el risc d'hipospàdies en els seus fills. Un considerable nombre d'infeccions víriques en gestants, entre elles les produïdes pel SARS-CoV-2, el parvovirus B19, el virus de la rubèola, el virus de l'hepatitis B, el virus de la varicel·la zòster, el virus del Zika o el citomegalovirus, són l'origen de malformacions congènites de localització anatòmica i gravetat molt dispars. La fenilcetonúria materna s'associa freqüentment a casos de microcefàlia i d'alguns tipus de defectes cardíacs congènits. La toxoplasmosi congènita pot causar diverses malformacions cerebrals, com ara hidrocefàlia, hidranencefàlia o disminució del volum del parènquima del cervell fetal. S'ha detectat alguna vegada una microcefàlia greu acompanyada d'epilèpsia i discapacitat intel·lectual o una malformació arteriovenosa espinal en casos infantils de sífilis congènita.

## Epidemiologia
A Espanya, segons dades recollides l'any 2008 per l'Institut de Salut "Carlos III", un 1,03 per cent dels nounats presentava al nàixer un defecte físic congènit d'importància cosmètica o funcional significativa. El mateix any la prevalença de les malformacions congènites als Estats Units d'Amèrica era de 28,9 casos/1.000 nens nascuts vius. A Catalunya, les cardiopaties congènites són els defectes de naixement més freqüents, amb una incidència que arriba al 0,8 per cent de tots el nens nascuts vius. La prevalença de malformacions congènites dels membres al Japó, estimada durant el període 2014-2015, va ser de 4,15 casos/10.000 nens nascuts vius.

## Tipus

### Malformacions dels membres
Les malformacions dels membres reben el nom de dismèlies. Inclouen totes les formes d'anomalies de les extremitats, com amèlia, ectrodactília, focomèlia, polimèlia, sirenomèlia, dimèlia ulnar, menisc discoide, luxació congènita del genoll, peu equinovar, astràgal vertical, polidactília, polidactília preaxial del peu, sindactília, síndrome sindactílica de Cenani-Lenz, polisindactília, oligodactília, captodactília, deformitat de Madelung, simbraquidactília, braquimetatàrsia congènita, duplicació del polze, polze trifalàngic, hipoplàsia del polze, dit gros del peu trifalàngic, sinostosi radioulnar proximal congènita, displàsia del radi, síndrome d'absència bilateral congènita del radi amb trombocitopènia, hemimèlia, hemimèlia fibular, meromèlia, braquidactília, clinodactília, hipocondroplàsia, acondroplàsia, aplàsia congènita del taló, sinostosi tarsal congènita, dislocació congènita de la ròtula, hipoplàsia postaxial de l'extremitat inferior amb luxació patel·lar congènita associada, síndrome FATCO (de l'anglès Fibular Aplasia, Tibial Campomelia and Oligosyndactyly), síndrome de Gollop-Wolfgang, síndrome de banda amniòtica, o disostosi clidocranial.

### Malformacions cardíaques
Les anomalies congènites del cor més comunes són el ductus arteriós persistent, la comunicació interauricular, la comunicació interventricular, l'atrèsia (agènesi) de la vàlvula tricúspide, l'estenosi de la vàlvula pulmonar, la vàlvula aòrtica bicúspide, el prolapse mitral, la síndrome de repolarització cardíaca precoç, la síndrome de l'interval QT llarg congènit, la coartació aòrtica, la síndrome de Wolff-Parkinson-White i la tetralogia de Fallot. Menys freqüents són la dextrocàrdia, l'anomalia d'Uhl, la vàlvula aòrtica unicúspide, la vàlvula aòrtica quatricúspide, la disjunció de l'anell mitral, l'absència congènita de l'artèria coronària dreta, l'anomalia d'Ebstein, el complex de Shone, la síndrome d'Eisenmenger, la miocardiopatia no compactada, la levocàrdia extrema derivada d'una hipoplàsia del pulmó ipsilateral o l'absència congènita del pericardi esquerre. La pentalogia de Catrelll consisteix en una combinació de cinc defectes congènits: cardíac, pericardíac, esternal, diafragmàtic i de la paret abdominal. Pot tenir associacions genètiques amb la trisomia 13, la 18, la 21 i la síndrome de Turner.

### Malformacions del tracte respiratori
D'entre els defectes de naixement del tracte respiratori es poden destacar la síndrome familiar d'absència de cilis nasals, la laringomalàcia, el quist epiglòtic congènit, l'arrínia (absència total o parcial del nas) congènita, l'estenosi congènita de l'orifici del si piriforme, el laringocele congènit, l'estenosi traqueal congènita, l'atrèsia bronquial, la malformació congènita adenomatoide quística pulmonar, l'agènesi d'un o dels dos pulmons, el segrest pulmonar, els quists broncogènics traqueobronquials intramurals, la hipoplàsia pulmonar la hipoplàsia pulmonar per hèrnia diafragmàtica congènita o l'emfisema lobar congènit.

### Malformacions cutànies
Es veuen malformacions cutànies en algunes displàsies ectodèrmiques, en l'esclerosi tuberosa, en la xerodèrmia pigmentada, en la sarcoïdosi ictiosiforme, en les ictiosis hereditàries no sindròmiques, en el lupus eritematós neonatal, en el pseudoxantoma elàstic, en la malaltia de Milroy, en la malaltia de Rendu-Osler-Weber, en la disqueratosi congènita, en la melanosi espinal neurocutània, en la cutis marmorata telangiectàsica congènita, en la malformació arteriovenosa neonatal congènita del cuir cabellut, en la síndrome LEOPARD, en la de Delleman-Oorthuys, en la de Netherton, en la de Hay-Wells, en la de Haberland, en la de Proteu, en la de Ehlers-Danlos clàssica, en la de Rothmund-Thomson, en la de Sturge-Weber, en la de Sjögren-Larsson, en la de Wyburn-Mason o en la de Rubinstein-Taybi.

### Malformacions del sistema nerviós
Les anomalies congènites del sistema nerviós inclouen defectes del tub neural com ara espina bífida, espina bífida oculta, espondilolistesi cervical ístmica congènita, malformació d'Arnold-Chiari, diastematomièlia, hidranencefàlia, iniencefàlia, meningocele, mielomeningocele, lipomielomeningocele, encefalocele, encefalocele sincipital, encefalocele craniofacial, cranioraquísquisi total, meroanencefàlia i anencefàlia. Altres malformacions del sistema nerviós són la malformació d'Arnold-Chiari, hidrocefàlia, microcefàlia, macrocefàlia, megaencefàlia, lipomeningocele, hemimegaencefàlia, ventriculomegàlia cerebral, síndrome de Malan, síndrome de Möbius, síndrome de Walker-Warburg, síndrome d'Angelman, síndrome de De Morsier, malaltia de Canavan, síndrome de Sotos, polimicrogiria, paquigiria, lissencefàlia, esquizencefàlia, holoprosencefàlia, holoprosencefàlia semilobar, holoprosencefàlia combinada amb ciclòpia, sintelencefàlia, porencefàlia, hipoplàsia i aplàsia del nervi òptic, paràlisi congènita del nervi motor ocular extern, paràlisi congènita del nervi facial, quist de la bossa de Blake, quist neuroentèric, quist aracnoidal interhemisfèric, axonopatia KCC3, síndrome acrocallosa, síndrome de Dandy-Walker, síndrome de Smith-Lemli-Opitz, síndrome de Joubert, síndrome de Mowat-Wilson, síndrome de Gordon Holmes, mega cisterna magna, síndrome d'Aicardi-Goutières, síndrome de Marinesco-Sjögren, paraplegia espàstica hereditària, malformació del si venós dural fetal, hipoplàsia cerebel·losa unilateral, hipoplàsia pontocerebel·losa, heterotòpia cerebel·losa i agenèsia del cos callós.

### Malformacions gastrointestinals
Les anomalies congènites del sistema gastrointestinal inclouen nombroses formes d'estenosi i atrèsia. El dolicocòlon acostuma a ser de naturalesa congènita i és una causa coneguda de vòlvuls i restrenyiment. L'onfalocele és la conseqüència d'un defecte de la paret abdominal a través del qual sobresurten pel cordó umbilical parts de l'intestí i/o del fetge. Una altra malformació que afecta la paret de l'abdomen és la gastròsquisi. La malformació d'Abernethy és un trastorn vascular congènit infreqüent que provoca que la sang de la vena porta no arribi al fetge sinó a la vena cava. En casos singulars els seus trets clínics són semblants als d'una malformació arteriovenosa de l'arteria pulmonar. El pàncrees divisum és la malformació més comuna d'aquest òrgan glandular del l'aparell digestiu. La malaltia de Hirschsprung es caracteritza per l'absència congènita de cèl·lules del sistema nerviós entèric en la part mès distal de l'intestí.

### Malformacions genitourinàries
Algunes malformacions congènites del sistema genitourinari són l'agènesi renal, l'agènesi renal unilateral associada a una única vesícula seminal, el ronyó pèlvic, el ronyó discoide, el ronyó en ferradura, la displàsia hipoplàstica renal, la displàsia multiquística renal, la disgenèsia tubular renal, la malformació arteriovenosa renal congènita, l'ectòpia renal intratoràcica, l'extròfia de la bufeta urinària, la triplicació ureteral completa, l'úter septat, l'úter didelf, l'úter unicorne, l'úter bicorne, l'agènesi completa del coll uterí, la hipoplàsia ovàrica unilateral, l'atrèsia vaginal, la clitoromegàlia inexplicada, l'himen imperforat, l'agènesi de clítoris i llavis menors, la criptorquídia, el triorquidisme, l'hipospàdies, l'epispàdies, l'afàlia, la pseudodifàlia, la duplicació completa del penis, la trifàlia, l'escrot ectòpic, l'agènesi escrotal amb criptorquídia bilateral, l'absència unilateral congènita de la pell escrotal, l'absència bilateral congènita del conducte deferent, la fístula uretrocutània congènita, el megaprepuci, el pseudohermafroditisme masculí o femení, la síndrome de Frasier, la síndrome de Zinner, la síndrome de Mayer-Rokitansky-Küster-Hauser o la síndrome d'Herlyn-Werner-Wunderlich.

### Altres malformacions i síndromes malformatives inusuals
Per la seva complexitat, raresa i/o singulars característiques destaquen: els siamesos parasítics onfalòpags (units pel melic o l'estern), els siamesos craniòpags (units pel cap), els siamesos isquiòpags (units per la pelvis), les cataractes congènites, la síndrome de cataractes congènites amb dismòrfia facial i neuropatia perifèrica, la ciclòpia sindròmica, la microsomia hemifacial, l'anirídia, la trisomia parcial pura del cromosoma 16p, l'anèmia de Fanconi, la síndrome d'Holt-Oram, la síndrome de Yunis-Varon, la síndrome d'Iso–Kikuchi, la síndrome de Cornelia de Lange, la síndrome d'Ascher, la síndrome de Pfeiffer, la síndrome de Di Sala, la síndrome de Wolf-Hirschhorn, la síndrome de Wildervanck, la síndrome de Keutel, la síndrome de Kallmann, la síndrome CLOVES (de l'anglès Congenital Lipomatous Overgrowth, Vascular malformations, Epidermal nevi, and Skeletal anomalies), la síndrome de Saethre-Chotzen, la síndrome de Nager, la síndrome de Waardenburg, la síndrome d'Axenfeld-Rieger, la síndrome de Johanson-Blizzard, la síndrome de Lejeune, la síndrome de Bloom, la síndrome de Pierpont, la síndrome tricorinofalàngica, la síndrome de Snijders Blok-Campeau, la síndrome BAMS (de l'anglès Bosma-Arhinia-Microphthalmia-Syndrome), la síndrome de Coffin-Siris, la síndrome de Klippel-Feil, la síndrome de Raine, la síndrome de Winter, la síndrome d'Hajdu-Cheney, la síndrome d'Heyde, la síndrome de Poland, la síndrome de Muenke, la síndrome de Zhu-Tokita-Takenouchi-Kim, la síndrome de Pai, la síndrome d'Alagille, la síndrome de Wolcott-Rallison, la síndrome de Baller-Gerold, la síndrome de Conradi-Hünermann-Happle lligada al cromosoma X, la síndrome de Nance-Horan, la síndrome de Shwachman-Diamond, la síndrome de Donnai-Barrow, la síndrome de Goldenhar, la síndrome del miol de gat, la síndrome de Treacher Collins, la síndrome de poliesplènia, la costella cervical supernumerària, la sinostosi congènita de la columna lumbar, la síndrome de regressió caudal, l'ectòpia unguial congènita, la malaltia de Pyle, l'amàstia, la micròtia, l'atrèsia duodenal, l'atrèsia colònica, l'atrèsia intestinal múltiple hereditària, l'agàstria congènita aïllada, la derivació portosistèmica extrahepàtica congènita, la fibrosi hepàtica congènita, l'hemangioma hepàtic congènit, l'absència congènita aïllada de la melsa, l'absència congènita bilateral dels músculs flexors del colze, el llavi leporí bilateral, la síndrome de llavi leporí i sinèquies (adherències) intraorals laterals, la probòscide lateral nasal, l'estenosi congènita del conducte auditiu extern, l'atrèsia congènita del conducte auditiu extern, el colesteatoma congènit intralaberíntic, la poliòtia bilateral, l'estenosi congènita de l'esòfag, l'hèrnia hiatal congènita, la duplicació de la vesícula biliar, l'agènesi de la vesícula biliar, l'aurícula dreta gegant, l'orelleta auricular esquerra gegant congènita, l'absència congènita de la branca circumflexa de l'artèria coronària esquerra, la transposició de grans vasos arterials, la fixació congènita del martell a la paret posterior del timpà, l'oligodòncia, el còndil mandibular bífid congènit, la distròfia muscular congènita de Fukuyama, l'embriopatia per metotrexat, el coloboma congènit, la megalocòrnia,el diprosopus (duplicació craniofacial), l'holoprosencefàlia alobar amb cebocefàlia o la síndrome de la simitarra.

### Malformacions incompatibles amb la vida postnatal
Hi ha un considerable nombre de malformacions i defectes congènits que són generalment incompatibles amb la vida extrauterina. Per exemple: l'acrània, l'absència de la duramàter i dels ossos del neurocrani, l'ectòpia cordis, la síndrome de Meckel, la síndrome de Potter, la síndrome de Neu-Laxova, la síndrome de pterigium múltiple letal, algunes formes de la síndrome del cor esquerre hipoplàstic, les displàsies esquelètiques, els casos greus de la síndrome de Jeune (displàsia toràcica asfixiant), la síndrome de contractures congènites letals tipus 11, la síndrome d'Ogden, la displàsia acinar pulmonar, la fusió anòmala de l'artèria pulmonar dreta amb l'arc aòrtic, la proteïnosi alveolar pulmonar congènita, la displàsia tanatofòrica, l'atelosteogènesi de tipus I, la displàsia renal-hepàtica-pancrèatica de tipus 2, la displàsia campomèlica, la trisomia 9 completa, l'osteogènesi imperfecta de tipus 2, els casos greus d'osteopatia estriada amb esclerosi cranial i d'ictiosi de tipus arlequí, l'otocefàlia, l'acondrogènesi de tipus 1B, l'atrèsia de la laringe, l'agènesi renal bilateral o l'holoprosencefàlia alobar.